# Conus bronnii
Espèce
Conus bronnii est une espèce fossile de mollusques gastéropodes marins de la famille des Conidae.

## Taxonomie

### Publication originale
L'espèce Conus bronnii a été décrite pour la première fois en 1847 par le malacologiste italien Giovanni Michelotti.